# 小惑星
| 恒星（太陽）               |                                   |                                  |                                   |                                   |                |                |                |
| 太陽の 周りを 回る 天体    | 惑星                              | 惑星                             | 地球型惑星                        | 地球型惑星                        |                |                |                |
| 太陽の 周りを 回る 天体    | 惑星                              | 惑星                             | 木星型惑星                        |                                   |                |                |                |
| 太陽の 周りを 回る 天体    | 惑星                              | 惑星                             | 天王星型惑星                      |                                   |                |                |                |
| 太陽の 周りを 回る 天体    | 準惑星                            |                                  |                                   |                                   |                |                |                |
| 太陽の 周りを 回る 天体    | 小惑星帯にあるもの （ケレスのみ） |                                  |                                   |                                   |                |                |                |
| 太陽の 周りを 回る 天体    | 冥王星型天体                      |                                  |                                   |                                   |                |                |                |
| 太陽の 周りを 回る 天体    | 太陽系 小天体                     | 太陽系 小天体                    | 冥王星型天体以外の 太陽系外縁天体 | 冥王星型天体以外の 太陽系外縁天体 |                |                |                |
| 太陽の 周りを 回る 天体    | 太陽系 小天体                     | 太陽系 小天体                    | 小惑星                            |                                   |                |                |                |
| 太陽の 周りを 回る 天体    | 太陽系 小天体                     | 太陽系 小天体                    | 彗星                              |                                   |                |                |                |
| 太陽の 周りを 回る 天体    | 太陽系 小天体                     | 太陽系 小天体                    | 惑星間塵                          |                                   |                |                |                |
| 太陽の 周りを 回る 天体    | 太陽以外の 天体の周りを 回る天体  | 太陽以外の 天体の周りを 回る天体 | 衛星（未定義）                    | 衛星（未定義）                    | 衛星（未定義） | 衛星（未定義） | 衛星（未定義） |
| ■Portal ■Project ■Template |                                   |                                  |                                   |                                   |                |                |                |

小惑星帯 小惑星は主として火星軌道と木星軌道の中間に分布する。このほか、木星軌道上の太陽から見て木星に対して前後60度の位置にトロヤ群と呼ばれる小惑星の集まりが存在する。図の単位は光分（左）と天文単位（右）。

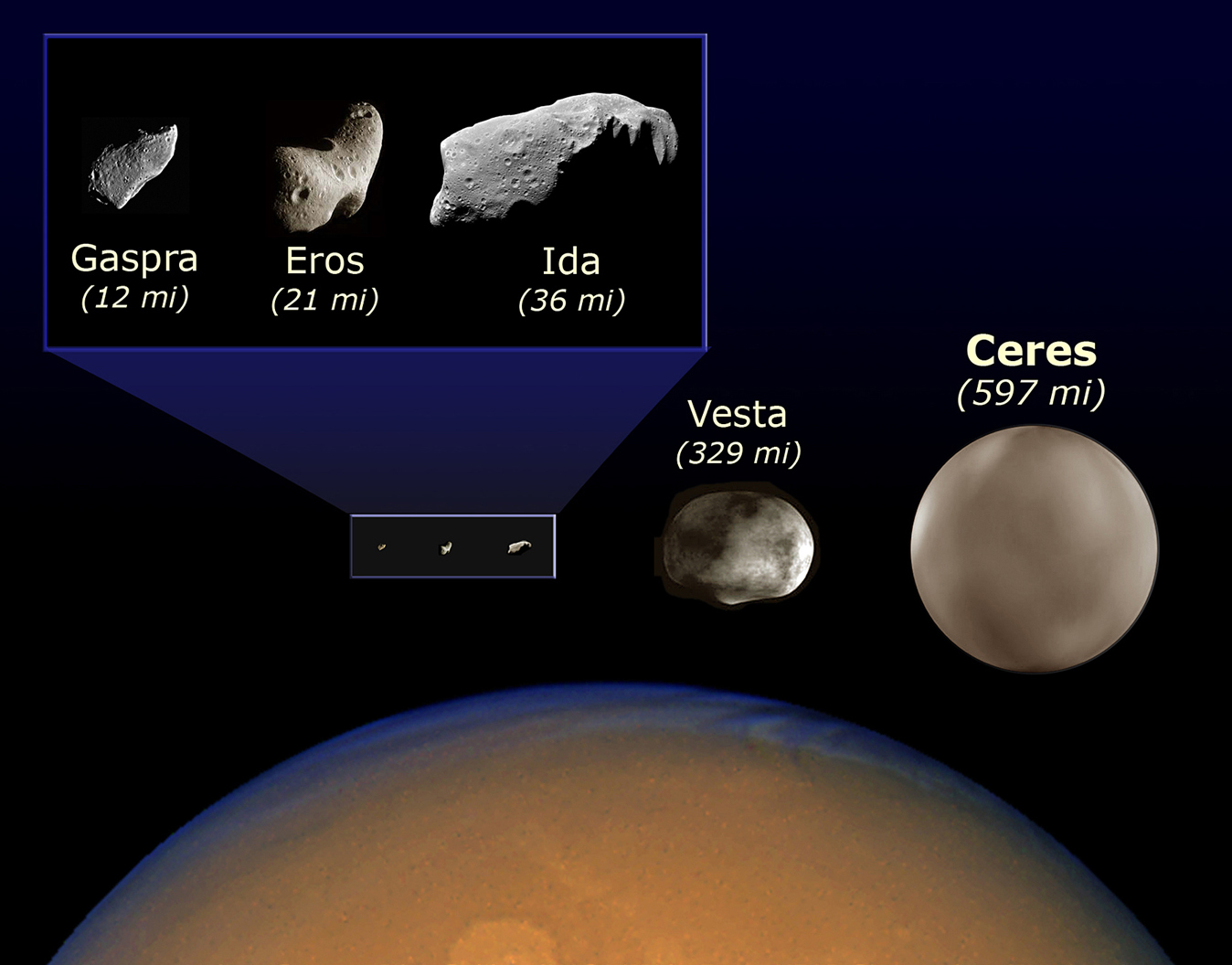
小惑星の形と大きさ 近接探査が行われたガスプラ、エロス、イダ（中段左から中央、左上は拡大したもの）、唯一地球から肉眼で目視できるベスタ（中央右寄り）、小惑星帯では最大の天体であり、最初に発見された小惑星でもあったケレス（右）、そして火星（下）。小さな物ほど不規則な形状になっている。

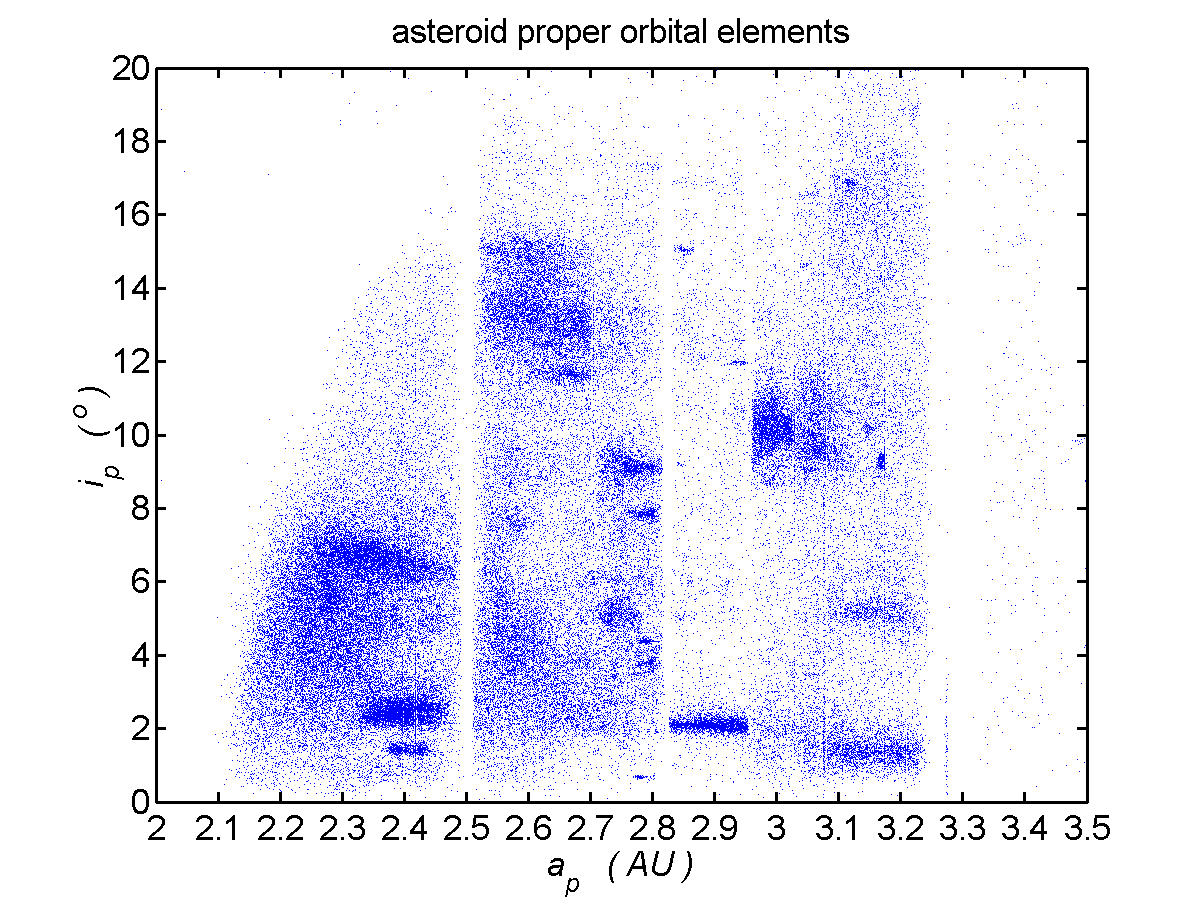
メインベルト小惑星の分布。縦軸は軌道傾斜角。

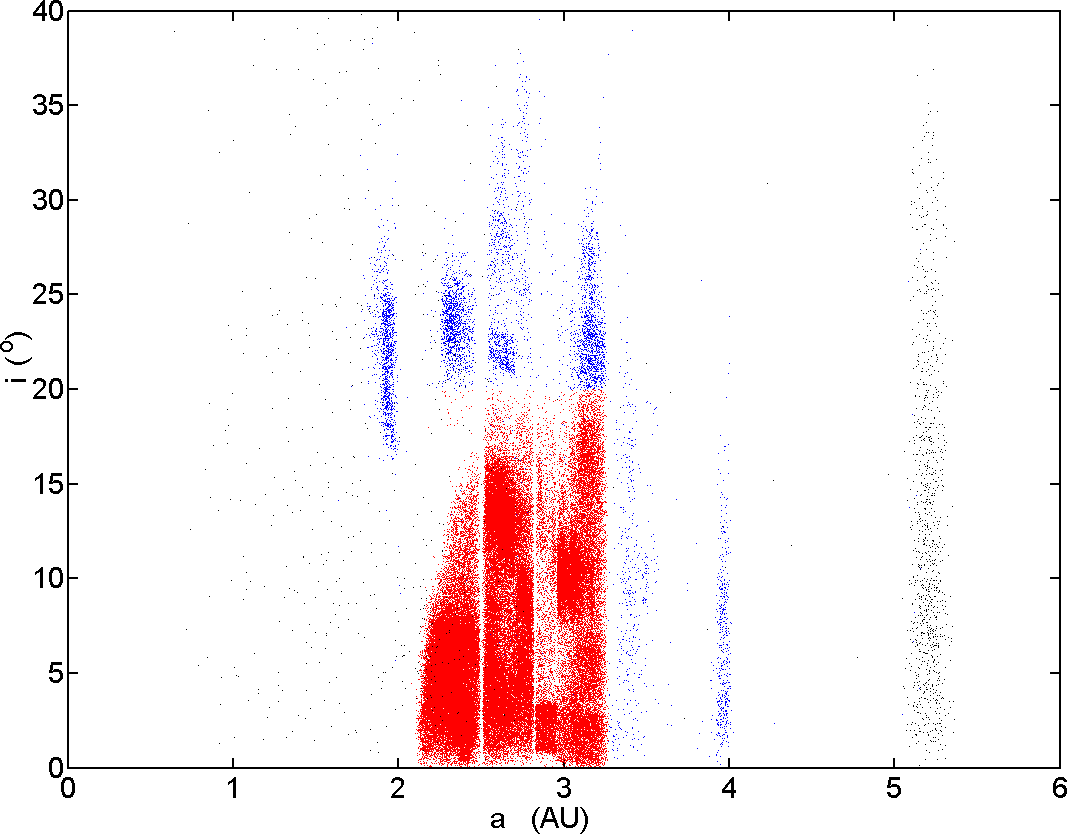
軌道長半径 6 AU までの小惑星の分布。縦軸は軌道傾斜角。赤い点はメインベルト小惑星。

小惑星（しょうわくせい、独: 英: Asteroid）は、太陽系小天体のうち、星像に拡散成分がないものの総称。拡散成分（コマやそこから流出した尾）があるものは彗星と呼ばれる。

## 概要
ウィリアム・ハーシェルによって、（当時の）望遠鏡で見ると恒星のように見えることから、ギリシャ語の αστηρ（aster：恒星）と ειδος（eidos：姿、形）からアステロイド「asteroid：恒星のようなもの」と命名された。太陽系内の惑星より小さな天体であることから「minor planet：小さな惑星」、「planetoid：惑星のようなもの」などとも呼ばれた。
現在では岩石を主成分とするものを「asteroid」と称し、「minor planet」は「asteroid」に加え、太陽系外縁天体、彗星・小惑星遷移天体や準惑星などを含んだ天体の総称とされているが、「minor planet」も「asteroid」も日本語ではどちらも「小惑星」と訳される（たとえば、小惑星番号は「minor planet」の番号のことであり、「asteroid」には含まれない準惑星などにも割り当てられる）。
その多くは火星と木星の間の軌道を公転しているが、地球付近を通過する可能性のあるものも存在する。21世紀初頭まで最大の小惑星であった (1) ケレス（Ceres：数字は小惑星番号。以下同様）でも地球の月よりはるかに小さい。
また、惑星や衛星のような球形をしているのはケレスなどごく一部の大型の小惑星のみで、大半は丸みを帯びた不定形である。

## 位置と数

### 位置
すでに個体識別されている小惑星のほとんどは、木星軌道と火星軌道の間に存在し、太陽からの距離が約2–4天文単位の範囲に集まっている。この領域を小惑星帯 (asteroid belt) と呼ぶ。現在では太陽系外縁部のエッジワース・カイパーベルトと区別するためにメインベルト (main belt) とも呼ばれる。小惑星は木星の摂動によって、いくつかの群をなして運動する。各群はその公転周期にしたがって分類される。群の中で特に注目されるのが、トロヤ群（周期約12年）と呼ばれる小惑星群であり、これは太陽と木星との間を一辺とする正三角形の一頂点、すなわち両天体の系でのラグランジュ点に位置することが知られている。なお、トロヤ群の名は、この群で最初に発見された小惑星 (588) アキレス (Achilles) にちなむ。
1990年代以降は (50000) クワオアー (Quaoar) や (90377) セドナ (Sedna) といった、エッジワース・カイパーベルトや、さらにその外側にある trans-Neptunian objects（太陽系外縁天体、TNO）が続々と発見されるようになった。これらはメインベルトの小惑星 (asteroid) とは起源が異なると考えられているが、同様に小惑星 (Minor planet) として登録されている。エッジワース・カイパーベルトの総質量は地球質量より一桁少ない程度であり、メインベルトの総質量より大きいと推定されている。

### 数
2025年7月現在、軌道が確定して小惑星番号が付けられた天体は811,552個にのぼる（準惑星5個を含む。小惑星の一覧参照）。この他に仮符号のみが登録されている小惑星が639,373個あり、これらを合計すると1,450,925個に達する。番号登録されたもののうち、すでに命名されたのは25299個である。
直径1km程度、ないしそれ以下の小惑星については未発見のものが数百万個あると推測されている。
軌道が確定した小惑星数の増え方については小惑星番号を参照。
なお、2025年7月12日までに地球近傍小惑星は仮符号のみのものを含めて38,666個、ケンタウルス族を含む太陽系外縁天体は同じく5,491個（準惑星4個を含む）が発見されている（）。

## 歴史
1781年の天王星発見当時、ティティウス・ボーデの法則から、火星と木星の間に未知の惑星を探索する試みが行われた。1801年に (1) ケレスが発見されたが、翌1802年に (2) パラス、1804年に (3) ジュノー、1807年には (4) ベスタと、同じような位置に天体が相次いで発見されたこと、またいずれも惑星と呼ぶにはあまりに小さいことから、やがて惑星とは区別されるようになった。小惑星 (asteroid) という語は、1853年初めに考え出された。
2006年8月にプラハで開かれた国際天文学連合 (IAU) 総会で惑星の定義が採択された結果、それまで惑星とされていた冥王星および小惑星とされていたケレスと2003 UB313（エリス）が dwarf planet（準惑星）に変更され、さらに小惑星のうち十数個が将来的に dwarf planet に変更される可能性があると考えられるようになった（2008年には、新たにマケマケとハウメアが dwarf planet に変更されている）。また小惑星はTNOや彗星とともに small solar system bodies (太陽系小天体、SSBO) というカテゴリーに包括されることになった。
これを受けて、日本学術会議の小委員会は2007年4月9日の対外報告（第一報告）において、dwarf planet, TNO, SSBO の訳語としてそれぞれ「準惑星」「太陽系外縁天体」「太陽系小天体」の使用を推奨することを提言した。なお、準惑星については当面の間、教育現場などでは積極的な使用を推奨しない方針。

## 起源
メインベルトの軌道長半径がティティウス・ボーデの法則にほぼ合致するため、昔この位置にあった惑星が何らかの原因で破壊されて小惑星帯が作られたとする惑星破壊説が唱えられたこともあったが、メインベルトの小惑星の質量を合計しても惑星の質量には到底達しないことなどから、現在は支持されていない。またすべての小惑星が同一の起源を持つわけではなく、かつて彗星であったものなども含まれると考えられる。一方で、火星の衛星フォボスとダイモスなど、かつては小惑星だったものが他の天体に把捉されてその衛星となったと考えられている天体も存在する。
メインベルトにある小惑星発生には2つの要素が働いたと考えられる。1つは太陽系形成時にこの付近にダスト成分が少なかったことがある。通常原始太陽系円盤は内側から外側に向けてガスや塵が少なくなるが、メインベルト付近から外は水などの揮発成分が凍るため内側よりも固体成分が多くなり、結果的にメインベルト領域が固体存在量が最も少なくなる。もう1つは木星が先に形成された影響がある。巨大ガス惑星の木星が及ぼす重力によってメインベルト付近の微惑星の軌道が乱され、相対的な速度差が大きくなり、合体よりも破壊される傾向が強まったという。

## 命名規則
小惑星の名前については、現在では天体の中で唯一、発見者に命名提案権が与えられている。
まず、新天体と思われる天体を2夜以上にわたって位置観測し、その観測結果が小惑星センター (Minor Planet Center, MPC) に報告されると、発見順に仮符号が与えられる。 仮符号は以下の書式に従う英数字からなる 。
- 4桁の数字：発見年を表す。
- 空白
- アルファベット (A-Y)：発見時期（月の前後半）を表す。
- アルファベット (A-Z) + 数字：発見時期内での発見順を表す。

仮符号を付けられた天体は既知の天体との軌道の同定作業が行われる。最終的に軌道が確定して新天体だと確認されると、小惑星番号が与えられた上で命名される。
発見者（すでに死去している場合は軌道確定のための計算を行った者）によって提案された新小惑星の名前は IAU の小天体命名委員会によって審査される。名前はラテン語化するのが好ましいというのが世界的な暗黙の了解事項であるが、現在ではそうでないものも多い。その他にも、「発音可能な英文字で16文字以内であること」、「公序良俗に反するもの、すでにある小惑星と紛らわしい名前は付けられない」、「ペットの名前は推奨されない」、「政治・軍事に関連する事件や人物の名前は没後100年以上経過し評価が定まってからでないとつけられない」、「命名権の売買は禁止」などの基準がある。
なお、トロヤ群はトロイア戦争に参加した戦士の中から、ケンタウルス族（後述）にはケンタウロス族の名前、太陽系外縁天体には各民族などの創世神話から命名を行うという規則がある。
また、人名については、かつては「姓・名」を分けて命名できた（(3744) ジャック・ロンドン (Jack London) など）が、21世紀初頭には姓と名を結合した命名が為されている（(79896) ビルヘイリー (Billhaley) など）。また、別々の小惑星に命名提案された人名を結合するケースなども見られる。
近年では、ほぼ同じ大きさの二重小惑星に命名する際に、それぞれの天体に付けた名前をハイフンで結合して小惑星名とするケースが見られる。例としては、(79360)Sila-Nunam(en)、(341520)Mors-Somnus(en)がある。
基本的には、一度命名した小惑星名は変更できないことになっているが、何らかの問題が生じた際には例外的に変更された例がいくつかある。
また、申請の際に名前の綴りが変更されることがある。

### 表記
小惑星名を日本語で表記する方法は、メディア等によってまちまちである。片仮名もしくはアルファベットで表記する場合もあり、日本や中華人民共和国など、漢字文化圏に因んで命名された小惑星に関しては、漢字表記する場合もある。

### 命名の歴史
当初は他の惑星と同じように、小惑星に対してもローマ神話の神の名が与えられていた。やがて小惑星が多数見つかるようになると、他の神話の神や文学作品の登場人物、あるいは実在した人物や地名なども用いられるようになった。なお、初期に見つかった小惑星に女神の名が付けられたことから、男性の名前でも女性化して命名されていた。例としては (511) ダビダ（デイヴィッド・トッド (David Tod) →Davida）などがある。そして、1896年に最初の地球軌道に接近する小惑星、1906年に最初のトロヤ群小惑星が発見されると、それらのように特異な軌道を持つ小惑星には男性名（神または英雄など）が付けられることになった（上記の2個はそれぞれ (433) エロス、(588) アキレスと命名された）。その後、小惑星の数が更に増加するにつれて名前の数が足りなくなる恐れが出てきたため、比較的自由な命名が許されるようになった。
第二次世界大戦後、アメリカ合衆国内に小惑星センターが設立され、小惑星および彗星の観測記録や番号登録、命名などを小惑星回報 (MPCs) として公表するようになり（戦前はベルリンに同様の業務を行う機関があったが、詳細は不明）、後に電子化 (MPECs) されている。しかし、すでに発見された小惑星との軌道の同定に手間取ることが多く、加えて20世紀末に小惑星の発見数が急増すると、提案された名前を審査するのが追いつかなくなり、固有名を付けるのをやめようという意見まで出るに至った。2003年、国際天文学連合総会第20委員会において、発見者1人当たり1ヶ月に1個以上の命名提案を控えるよう求めることが決定された。ただしそれは絶対ではなく、適切な理由があれば複数同時提案も認められる。例えば2012年には、東日本大震災で大きな被害を受けた地域に由来する小惑星の命名が、同一発見者の小惑星12個に対して同時にされたことがある。その一方、小惑星番号が付いてから10年以内に名前を提案しないと、命名権を放棄したと見なされるという「10年ルール」も存在する。こうしたことから、発見数に比して命名された小惑星の割合はあまり多くない。
MPCsによって名前とその由来が公表されるようになったのは、小惑星番号にして概ね1500番台以降である。1998年末以降に命名された小惑星（3000番台から9000番台の一部と、10000番台以降のすべて）については、ジェット推進研究所の小天体データベースにほぼ例外なくMPECsの命名文が収録されている。Lutz D. Schmadel の“Dictionary of Minor Planet Names”（2006年に第5版、2008年にその補遺が発行された）には、それまでに命名されたすべての小惑星が掲載されているが、MPCs以前に命名されたものについては由来が不明な場合もある。

## 分類

### 固有軌道要素による分類
軌道長半径や離心率、軌道傾斜角など、類似した固有軌道要素を持つ小惑星の集団を「族」(family)と呼ぶ。
これらのグループは同一の母天体（原始惑星）が分裂して母天体に近い軌道を回り続けているものや、木星などの引力の影響で一定範囲の軌道に集まったものと考えられており、基本的には前者を「family」と呼ぶ。
1918年、「family」を最初に発見したのは日本の平山清次であり、21世紀初頭までにメインベルトで数十の「family」が発見されている。外縁天体については、2007年に2003 EL61（後のハウメア）を含む「family」が存在する可能性が報告された。
メインベルト小惑星
木星との共鳴により、小惑星が分布しないカークウッドの空隙などを境界に、いくつかの族 (family) に分類されている。表は代表的な族のみ。
| 族           | 軌道長半径 (AU) | 離心率     | 軌道傾斜角 (°) | 代表的な 小惑星   |
| ------------ | --------------- | ---------- | -------------- | ----------------- |
| フローラ族   | 2.15–2.35       | 0.03–0.23  | 1.5–8.0        | (8) フローラ      |
| ベスタ族     | 2.26–2.48       | 0.03–0.16  | 5.0–8.3        | (4) ベスタ        |
| マッサリア族 | 2.37–2.45       | 0.12–0.21  | 0.4–2.4        | (20) マッサリア   |
| ニサ族       | 2.41–2.5        | 0.12–0.21  | 1.5–4.3        | (44) ニサ         |
| マリア族     | 2.5–2.706       | 0.057–0.16 | 12–17          | (170) マリア      |
| エウノミア族 | 2.53–2.72       | 0.08–0.22  | 11.1–15.8      | (15) エウノミア   |
| パラス族     | 2.71–2.79       | 0.25–0.31  | 32–34          | (2) パラス        |
| ゲフィオン族 | 2.74–2.82       | 0.08–0.18  | 7.4–10.5       | (1272) ゲフィオン |
| コロニス族   | 2.83–2.91       | 0–0.11     | 0–3.5          | (158) コロニス    |
| エオス族     | 2.99–3.03       | 0.01–0.13  | 8–12           | (221) エオス      |
| ヒギエア族   | 3.06–3.24       | 0.09–0.19  | 3.5–6.8        | (10) ヒギエア     |
| テミス族     | 3.08–3.24       | 0.09–0.22  | 0–3            | (24) テミス       |
| キュベレー族 |                 |            |                | (65) キュベレー   |
メインベルト以外の小惑星は特異小惑星と呼ばれる。
共鳴小惑星
公転周期が惑星と整数比の軌道の中には、安定で、多くの小惑星が分布するものがある。トロヤ群は、惑星と太陽を頂点とする正三角形の第3の頂点、つまりラグランジュ点のL4、L5点に位置する。
| 群など         | 軌道 長半径 (AU) | 公転 周期 （年） | 惑星   | 公転 周期 （年） | 共鳴比 | 備考                                            |
| -------------- | ---------------- | ---------------- | ------ | ---------------- | ------ | ----------------------------------------------- |
| 地球の準衛星   | 1.00             | 1.00             | 地球   | 1.00             | 1∶1    | 常に地球の近くに位置する。                      |
| 火星トロヤ群   | 1.52             | 1.88             | 火星   | 1.88             | 1∶1    | 太陽–火星のL4、L5点。                           |
| ハンガリア群   | 1.85             | 2.52             | 火星   | 1.88             | 4∶3    |                                                 |
| アリンダ族     | 2.50             | 3.95             | 木星   | 11.86            | 1∶3    | 地球近傍小惑星でもある。                        |
| ヒルダ群       | 3.97             | 7.91             | 木星   | 11.86            | 2∶3    | 木星と衝の頃、近日点通過 （木星に近づかない）。 |
| チューレ群     | 4.28             | 8.90             | 木星   | 11.86            | 3∶4    | 2つのみ発見。                                   |
| 木星トロヤ群   | 5.20             | 11.86            | 木星   | 11.86            | 1∶1    | 太陽–木星のL4、L5点。                           |
| 海王星トロヤ群 | 30.11            | 164              | 海王星 | 164              | 1∶1    | 太陽–海王星のL4、L5点。                         |
| 小惑星                     |                              |
| 地球近傍小惑星             |                              |
| 地球の準衛星               |                              |
| 小惑星帯                   |                              |
| 木星のトロヤ群             |                              |
| ダモクレス族（逆行小惑星） |                              |
| ケンタウルス族             |                              |
| 太陽系外縁天体             |                              |
| 関連項目                   | 小惑星の衛星                 |
| 関連項目                   | 小惑星のスペクトル分類       |
| 関連項目                   | 潜在的に危険な小惑星         |
| 関連項目                   | 彗星・小惑星遷移天体         |
| 関連項目                   | 太陽系小天体（彗星）         |
| 関連項目                   | 彗星                         |
| 関連項目                   | マイナープラネット（旧分類） |
| ■Portal ■Project ■Template |                              |

地球近傍小惑星 (NEA)
地球軌道の近くを通るもの。いくつかのグループに分けられるが、特に上から3つを指すことが多い。
アテン群軌道長半径が1 AU以下で遠日点が0.983 AU以上のもの。　
アポロ群軌道長半径が1 AU以上で近日点が1.017 AU以下のもの。
アモール群軌道長半径が1 AU以上で近日点が1.017 AU以上1.3 AU以下のもの。アポロ群とまとめて、アポロ・アモール天体ということもある。
アリンダ族軌道長半径が約2.5 AUで離心率が0.4–0.65のもの。木星の公転周期の3分の1の公転周期を持ち、近日点は1 AUに近い。
ダモクレス族 (Damocloid)長楕円軌道や、黄道平面から大きく傾いた軌道を取る。オールトの雲由来だと考えられている。
潜在的に危険な小惑星(PHA)地球近傍小惑星の中でも特に衝突する可能性と衝突した場合の危険性が高い小惑星のこと。
○○横断小惑星
近日点と遠日点が、それぞれ対象となる惑星の公転軌道より内側と外側にある小惑星。地球近傍小惑星の多くは地球横断小惑星ということもできる。
- 水星横断小惑星
- 金星横断小惑星
- 地球横断小惑星
- 火星横断小惑星
- 木星横断小惑星
- 土星横断小惑星
- 天王星横断小惑星
- 海王星横断小惑星

ケンタウルス族 (Centaur)
軌道長半径が30 AU以下。近日点は木星軌道から天王星軌道の間に、遠日点は土星軌道から海王星軌道の間にあるものが多い。木星などの摂動を受けやすく、軌道は不安定。彗星起源と考えられており、太陽系外縁天体に分類されることもある。
逆行小惑星
軌道傾斜角が90度を超えるもの。ダモクレス族と重複するものも多い。
| 太陽系外縁天体                                         | 太陽系外縁天体         |
| ------------------------------------------------------ | ---------------------- |
| エッジワース ・カイパー ベルト （海王星との 軌道共鳴） | (3:4)                  |
| エッジワース ・カイパー ベルト （海王星との 軌道共鳴） | 冥王星族 (2:3)         |
| エッジワース ・カイパー ベルト （海王星との 軌道共鳴） | (3:5)                  |
| エッジワース ・カイパー ベルト （海王星との 軌道共鳴） | キュビワノ族 ( - )     |
| エッジワース ・カイパー ベルト （海王星との 軌道共鳴） | (1:2)                  |
| 散乱円盤天体                                           |                        |
| オールトの雲                                           |                        |
| 類似天体                                               | ケンタウルス族         |
| 類似天体                                               | 海王星のトロヤ群       |
| 類似天体                                               | 彗星（遷移天体）       |
| 関連項目                                               | 準惑星（冥王星型天体） |
| 関連項目                                               | 太陽系小天体           |
| ■Portal ■Project ■Template                             |                        |

太陽系外縁天体も、いくつかのグループに分かれている。
エッジワース・カイパーベルト天体 (EKBO)
共鳴TNO
3∶4共鳴天体軌道長半径が36–36.4 AUで、海王星の公転周期（166.5年）の4/3倍の周期を持つもの。
冥王星族（Plutino、2∶3共鳴天体）軌道長半径が39–40.5 AUで、海王星の公転周期の3/2倍の周期を持つもの。
3∶5共鳴天体軌道長半径が42–42.5 AUで、海王星の公転周期の5/3倍の周期を持つもの。
トゥーティノ族（Twotino、1∶2共鳴天体）軌道長半径が48.0–48.5 AUで、海王星の公転周期の2倍の周期を持つもの。
その他の共鳴天体海王星と4∶7、3∶7、2∶5、3∶8、1∶3などの共鳴関係にあるかもしれない外縁天体が見つかっている。
キュビワノ族（Cubewano、古典的TNO）軌道長半径が41 AU以上で、離心率が0.15以下のもの。
散乱円盤天体 (SDO)
離心率が大きく、遠日点ではエッジワース・カイパーベルトの外縁を超えるもの。
さらに遠くの軌道を回る天体
E-SDO、内オールトの雲天体など。分類は進んでいない。
他にも多くの族・群がある (Asteroid groups and families)。

### スペクトルによる分類
小惑星は色、アルベド（反射能）、スペクトルによって大きく3種類に分類される。
- C型小惑星 : 炭素質。発見されている小惑星の75%がここに含まれる。
- S型小惑星 : ケイ素質。ケイ酸塩が主成分。発見されている小惑星の17%がここに含まれる。
- M型小惑星 : 金属質。ニッケルと鉄が主成分。

上記3つのサブグループに相当する型や、それら以外のマイナーな型も存在する。

### その他の分類
- 彗星・小惑星遷移天体
- 小惑星の衛星
  - 二重小惑星（連小惑星）
  - 接触二重小惑星（接触連小惑星）
  - ラブルパイル（破砕集積体）

## 探査の歴史
惑星形成論の研究や、将来的な資源利用への布石として、小惑星探査が進められている。
望遠鏡でも点状にしか見えないため、1990年代に入るまで、小惑星の研究は軌道の確定や光度の測定に留まり、その姿については想像の域を出なかった。しかし、恒星食による形状の推定、ハッブル宇宙望遠鏡などの高性能の望遠鏡による観察やレーダー測定により、大きさや形状など、その姿が徐々に明らかになってきた。
そして、1989年に打ち上げられた木星探査機ガリレオにより、1991年に (951) ガスプラ、1993年に (243) イダの映像が撮影され、人類は初めて小惑星の鮮明な映像を目にした。なお、ガリレオはイダに初めて衛星を発見し、ダクティルと名づけられた。その後も、主に地上での観測により170個以上（2010年現在）の小惑星に衛星の存在が確認されている（小惑星の衛星参照）。
1996年に打ち上げられたNEARシューメーカーは、1997年に (253) マティルド、2000年に (433) エロスの映像を撮影し、探査機はエロスの周回軌道に乗った後に着陸を果たした。
2003年に打ち上げられた日本の探査機はやぶさは、2005年に (25143) イトカワへ到達、至近距離からの詳細な観測を行った。はやぶさはイトカワに、計画通りではなかったが接地し、その後離脱した。サンプル採取については、操作ミスにより、送られた命令列中に弾丸発射命令が存在していなかったため、サンプルホーンの接触により微粒子状の対象が舞い上がったものが回収されていることを期待する、とした（幸い、そのようにして回収されたものとほぼ断定できるサンプルが、実際に確認された）。2010年6月13日に地球へ帰還し、サンプル容器を納めたカプセルが回収されて容器内の微粒子の回収と分析がおこなわれ、同年11月16日には、回収された微粒子のほとんど全てがイトカワ由来であることが発表された。これは世界初の小惑星からのサンプルリターンである。
2004年に打ち上げられたロゼッタは、2008年に (2867) シュテインス、2010年に (21) ルテティアへの接近観測を行った。
2007年に打ち上げられたドーンは、2011年に (4) ベスタの周回軌道に乗って観測を行い、2012年にベスタの軌道を離脱した。2015年には (1) ケレス周回軌道に到達し、2018年まで近接探査を行った。
2014年12月には「はやぶさ」の後継機となるはやぶさ2が打ち上げられた。2018年6月に探査目標であるリュウグウに到着、2018年9–10月に探査機器を表面に下ろしたほか、2019年2月には第1回タッチダウン、2019年7月には第2回のタッチダウンを実施、サンプル採取を試みた。この間2019年4月には、天体に衝突体をぶつけてクレーターを生成する爆破探査も実施した。2019年11月にリュウグウを離脱、2020年12月に地球に帰還カプセルを戻した。帰還カプセルの中には小惑星由来と考えられる物質が大量に入っていた。2021年7月現在、詳細な分析が開始されている。なお、本体は別の小惑星への探査を実施する予定であり、2031年7月に1998 KY36という小惑星に到達することを目指している。
2016年にはアメリカの小惑星探査機オシリス・レックス(オサイレス・レックス、オサイリス・レックスとも)が打ち上げられた。目標とする小惑星はベンヌで、2018年12月に到着、2020年10月にサンプル採取を実施し成功した。2021年4月に小惑星を離脱、2023年9月に地球へ帰還。2029年にアポフィスが地球に接近するタイミングに合わせて、周回軌道に入り、探査を行う予定。
2021年10月、ルーシー打ち上げ。史上初の木星トロヤ群小惑星探査を含む、8個の小惑星を探査する予定。2023年11月にはディンキネシュにフライバイ。この接近時に衛星を発見した。探査機による小惑星の衛星発見は、ガリレオに次いで2番目。
2021年11月には、DARTが打ち上げ。地球近傍天体に衝突し、その軌道を変える実験を行った。2022年9月にディディモスの衛星、ディモルフォスに衝突し、軌道の変更に成功した。
2023年10月、サイキの打ち上げが成功。史上初めての金属質小惑星（X型小惑星）の探査を行う予定。2029年8月にプシケに到着し、2年ほど探査を行う予定。
その他にも、彗星探査機などにより比較的遠距離からの、もしくは不鮮明な小惑星の映像がいくつか撮影されている。
2024年現在、マルコ・ポーロなどの小惑星探査計画が検討中である。さらにドン・キホーテという計画では、小惑星にインパクターを衝突させる構想である。
アメリカではコンステレーション計画の中止後、2010年4月にオバマ大統領の発表した新宇宙政策の中で有人小惑星探査「小惑星イニシアチブ」が検討されたが、2017年になり中止となっている。

### これまでに行われた近接探査
- ガリレオ : (951) ガスプラ、(243) イダ
- カッシーニ : (2685) マサースキー
- NEARシューメーカー : (253) マティルド、(433) エロス
- ディープ・スペース1号 : (9969) ブライユ
- スターダスト : (5535) アンネフランク
- はやぶさ : (25143) イトカワ
- ニュー・ホライズンズ : (132524) APL、(486958) 2014 MU69
- ロゼッタ : (2867) シュテインス、(21) ルテティア
- ドーン : (4) ベスタ、（1）ケレス
- 嫦娥2号 : (4179) トータティス
- はやぶさ2 : (162173) リュウグウ
- オサイリス・レックス (オシリス・レックス) : (101955) ベンヌ
- DART : ディモルフォス（(65803) ディディモスの衛星）
- ルーシー：(152830) ディンキネシュ

### 今後行われる近接探査
- ルーシー : 木星トロヤ群小惑星探査。2027年に (3548) エウリュバテス、(15094) ポリメレ、(11351) リュークス、(21900) オラス (フライバイ)、その後2033年に (617) パトロクロス及びその衛星であるメノイティオスを探査(フライバイ)。2025年に小惑星帯の (52246) ドナルドヨハンソンを探査する可能性もある(フライバイ)。
- サイキ : (16) プシケを周回 (到達は2026年予定)
- はやぶさ2 :  1998 KY26((162173) リュウグウのサンプルリターン後の拡張ミッションとして実施予定)

### 計画が存在する近接探査
- マルコ・ポーロ : (107P/ 4015) ウィルソン・ハリントン
- ドン・キホーテ : 未定

### 実現しなかった近接探査
中止または他の目標に変更されたもの
- クレメンタイン : (1620) ジオグラフォス
- ディープ・スペース1号 : (107P/ 4015) ウィルソン・ハリントン、1999 KK1
- ロゼッタ : (4979) Otawara、(140) シワ
- はやぶさ : (4660) ネレウス、(10302) 1989 ML

## 地球への危険

### 衝突の可能性
地球の上空には小惑星などの多数の天体が通過している。これらの中には地球に接近し大気圏で燃え尽きることなく落下するものもあり、2013年のチェリャビンスク州の隕石落下では多くのけが人を出した。2018年12月18日には直径約10mの小惑星がベーリング海上空およそ26.5km（成層圏）で爆発したが、そのエネルギーは1945年に広島に投下された原子爆弾のエネルギーの約10倍といわれている。
地球にとって特に危険性が高く深刻な影響を与える天体は直径が150mを超える天体とされている。
ユカタン半島にあるチュクシュルーブ・クレーターの調査から、約6550万年前に秒速10–20kmの速度で衝突した直径10kmの小惑星は、大型の恐竜を全滅させたと考えられている。クレーターは直径150 km、深さ30 km。周辺はマグニチュード11規模の地震と大規模の火災が発生し、海に落ちたために生じた津波は高さ300mと推定される。さらに、衝突で巻き上げられた塵が成層圏やその上の中間圏に及んで漂い、数ヶ月から数年間太陽光線を遮り、植物など光合成生物の死滅に端を発し生物全体の70%が滅んだと推測される。
直径10km規模の小惑星衝突は1億年に1回程の頻度で起こると考えられる。直径1kmの小惑星衝突でも地球規模の気候に変動を与えると考えられ、その頻度は100万年に1回程と推定される。これより小規模な衝突は影響こそ限定的になるが、その反面頻度は上昇する。直径1.2kmのバリンジャー・クレーターを作った隕石は直径50m規模であったが、頻度は1000年に1回程あると考えられる。

### 小惑星の監視
地球の公転軌道より1.3天文単位以内を通過する公転周期200年未満の小惑星はNEA(Near Earth Asteroid, 地球近傍小惑星)といい、2012年11月1日現在で9252個が確認されている。その中でも、地球に0.05天文単位（約750万km）以下に近づく公転軌道を通り、直径が150m以上と考えられる小惑星はPHA(Potentially Hazardous Asteroid, 潜在的に危険な小惑星)と呼ばれ、1343個が該当する。しかもNEAは惑星重力の影響を受けやすいため、公転軌道は急に変化して予測どおりにならない可能性が高い。
NEAと、やはり衝突が懸念される彗星(Near Earth Comet, NEC)と合わたNEO(Near Earth Object, 地球近傍天体)を監視する計画は、NASAとアメリカ空軍、マサチューセッツ工科大学の共同によるLINEAR(Lincoln Near Earth Asteriod Research)、アリゾナ大学のSpace WatchとCatarina Sky Survey、NASAジェット推進研究所のNEAT(Near-Earth Asteroid Tracking)、ローウェル天文台のLONEOS(Lowell Observatory Near-Earth-Object Search)、ハワイ大学のPan-STARRAS(Panoramic Survey Telescope And Rapid Response Syastem)などがあり、日本でも美星スペースガードセンターが観測を行っている。このように多くの観測体制が敷かれる理由は、そもそもNEOが非常に観測しにくいことが背景にある。しかも現在、昼間に観測することは事実上不可能である。

### 衝突回避の技術研究
小惑星の衝突に備えて小惑星を破壊したり進路を変えさせたりする研究も進められている。
しかし、小惑星の衝突を回避する技術は現在の科学技術では達成しておらず、現存するロケットを衝突させて軌道を変える方法でも、直径100m以下の小惑星でしか効果がないと考えられている。NASAのDARTやESAの「ドン・キホーテ計画」など有効な回避法がさまざまに模索されているが、いまだ研究段階にあり効果はわかっていない。